# Lamotte-Warfusée
Lamotte-Warfusée (picardisch: L’Motte-Warfusée) ist eine nordfranzösische Gemeinde mit 715 Einwohnern (Stand 1. Januar 2022) im Département Somme in der Region Hauts-de-France. Die Gemeinde liegt im Arrondissement Amiens und im Kanton Corbie und ist Teil der Communauté de communes du Val de Somme.

## Geographie
Die Gemeinde im Santerre liegt südlich der Somme, deren Talgrund sie sich in der Vallée d’Abancourt bis auf weniger als 200 m nähert, und sie erstreckt sich im Süden bis über die Autoroute A29 hinaus. Die Entfernung nach Corbie beträgt über die Départementsstraße D122 rund neun Kilometer. Die Achse der Gemeinde wird von der hier von der Départementsstraße D42 von Démuin nach Albert gekreuzten Départementsstraße D1029 (frühere Route nationale 29) gebildet. Lamotte bildet den östlichen Ortsteil, Warfusée den westlichen. Der frühere Ortsteil Abancourt ist bereits seit dem 17. Jahrhundert wüst.

## Geschichte
Die heutige Gemeinde ist 1974 aus dem Zusammenschluss der Gemeinden Lamotte-en-Santerre und Warfusée-Abancourt entstanden.
Die Départementsstraße D1029 ist die alte Römerstraße von Amiens nach Vermand. In ihrer Nähe wurde ein umgestürzter Menhir gefunden. Im Mittelalter unterstand die Herrschaft Lamotte der Abtei Corbie. 1204 wurde Lamotte zur selbstständigen Pfarrei erhoben. Im 15. Jahrhundert wurden unter Lamotte Souterrains (muches) gegraben. Das Schloss und das Leprosenhaus in Lamotte wurden 1636 von den spanischen Truppen in Brand gesetzt. 1656 wurde das Dorf Abancourt nach Brandschatzung verlassen. Die Kirche von Warfusée wurde 1721 wieder aufgebaut. Im Ersten Weltkrieg wurden die Orte vernichtet.
Die Gemeinden erhielten als Auszeichnung das Croix de guerre 1914–1918.

## Einwohner
| 1962 | 1968 | 1975 | 1982 | 1990 | 1999 | 2006 | 2010 |
| ---- | ---- | ---- | ---- | ---- | ---- | ---- | ---- |
| 237  | 266  | 436  | 447  | 481  | 513  | 559  | 626  |

## Verwaltung
Bürgermeister (maire) ist seit 2008 Frédéric Dehurtevent.

## Sehenswürdigkeiten
- Die zwischen 1929 und 1931 von Godefroy Teisseire erbaute und 2005 als Monument historique klassifizierte Kirche Saint-Pierre in Lamotte (Base Mérimée PA00132923) mit Ausstattung, darunter Glasfenstern von Jacques Grüber im Stil der École de Nancy.
- Die Kirche Saint-Thomas in Warfusée.